# Curva de Agnesi

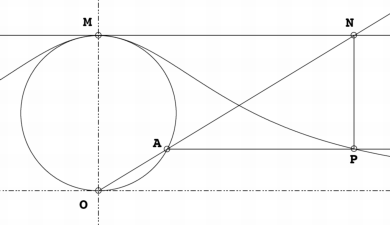
Imagem ilustrando a construção da curva de Agnesi

Em matemática, a curva de Agnesi, atribuída a Maria Gaetana Agnesi, é uma curva estudada por Agnesi em 1748 no seu livro Instituzioni analitiche ad uso della gioventù italiana. A curva tem a seguinte descrição:
Fixada uma circunferência, toma-se um ponto O nela. De qualquer outro ponto A da circunferência, traça-se a secante OA. Seja M o ponto diametralmente oposto a O. A intersecção entre a reta OA e a reta tangente à circunferência no ponto M é o ponto N. Por A, traça-se uma reta paralela a MN, e por N uma reta paralela a OM. Seja P a interseção entre essas duas retas. O caminho que P faz ao variarmos A é a chamada curva de Agnesi.

## Equação

Animação da construção da curva de Agnesi

Dado o círculo com raio {\displaystyle a}, considerando o ponto O na origem, a curva de Agnesi pode ser descrita pela seguinte equação:
{\displaystyle y={\frac {8a^{3}}{x^{2}+4a^{2}}}}
Quando {\displaystyle a=1/2}, a equação fica da seguinte forma:
{\displaystyle y={\frac {1}{x^{2}+1}}.}

### Equações paramétricas
A equação paramétrica da curva, considerando o ângulo {\displaystyle \theta \,} entre OM e OA, é
{\displaystyle x=2a\tan \theta ,\ y=2a\cos ^{2}\theta .\,}
ou ainda, no caso de {\displaystyle \theta \,} sendo o ângulo entre OA e o eixo x, a equação paramétrica fica:
{\displaystyle x=2a\cot \theta ,\ y=2a\sin ^{2}\theta .\,}
Uma terceira parametrização, que utiliza apenas funções algébricas, consiste em:
{\displaystyle \left\{{\begin{matrix}x&=&2at\\y&=&{\frac {2a}{1+t^{2}}}.\end{matrix}}\right.}

## Propriedades
- A área entre a curva de Agnesi e sua assíntota ({\displaystyle y=0}) é quatro vezes a área do círculo fixado, (ou seja, {\displaystyle 4\pi a^{2}}). Particularmente, para {\displaystyle a=0,5}, a área embaixo da curva é igual a {\displaystyle \pi }.
- O volume de revolução da curva em torno de sua assíntota é de {\displaystyle 4\pi ^{2}a^{3}}.

## História e nome da curva
A curva de Agnesi foi estudada por Pierre de Fermat em 1666, Guido Grandi em 1701, e por Maria Agnesi in 1748.
Em diversas línguas, a curva de Agnesi é chamada "Bruxa de Agnesi", devido a um erro de tradução. John Colson, professor de matemática em Cambridge, que havia aprendido italiano apenas para traduzir a obra de Agnesi para o inglês, ao invés de ler la versiera di Agnesi, que significa curva de Agnesi, leu l'avversiera di Agnesi, onde l'avversiera significa bruxa. Desde então, em muitas línguas a curva recebeu esse nome.